# Fysiologisch gebaseerd farmacokinetisch model
Met een fysiologisch gebaseerd farmacokinetisch model (Engels: physiologically-based pharmacokinetic model of PBPK-model) kan de opname, verdeling, metabolisme en eliminatie van een stof na inname door een diersoort worden gesimuleerd. Deze modellen zijn soort-specifiek doordat ze zijn gebaseerd op de fysiologie van een bepaalde soort.
Aanvankelijk zijn deze modellen ontwikkeld om effecten van geneesmiddelen te simuleren, maar tegenwoordig worden ze gebruikt voor de actuele toxicologische risicoschatting van blootstelling aan milieu-vreemde stoffen.